# Франкфурт 1880
«Франкфурт 1880» (нем. SC 1880 Frankfurt) — немецкий регбийный клуб из Франкфурта-на-Майне, выступающий в регбийной Бундеслиге.

## История
Клуб основан в 1880 году путем слияния двух местных команд. Регби быстро приобрело популярность, и «Франкфурт» стал первой немецкой командой которая отправилась в Англию, играть с лондонским клубом «Блэкхит» в 1894 году. От англичан были переняты клубные цвета. В 1910 году клуб выиграл свой первый национальный титул во втором розыгрыше чемпионата Германии по регби. В 1914 году клуб сменил название на нынешнее. В 20-х годах клуб еще несколько раз выигрывал чемпионство и несколько раз играл в финале. «Франкфурт» до и после войны ездил в Англию для встреч с английскими регбистами из Оксфорда. 
В послевоенное время клуб лишь дважды играл в финалах 1952 и 1969 годов и оба раза проиграл. С образованием регбийной Бундеслиги в 1971 году клуб окончательно утрачивает ведущие позиции в стране и в 1999 году вылетает во второй дивизион. В 2005 клуб возвращается в элиту немецкого регби. Клуб берет под свою опеку бизнесмен Ули Бизио, сам бывший игрок, который многое сделал, чтобы клуб стал профессиональным. 
В первом же сезоне после возвращения, во многом благодаря подписанию легионеров (например в клубе играл участник двух (2003 год и 2007 год) Кубков мира фиджиец Билл Гадоло), клуб заканчивает чемпионат на первой строчке, но проигрывает финал. В сезоне 2007/2008 снова повторяется успех в регулярном чемпионате и клуб побеждает в финале плей-офф, выиграв свой пятый национальный титул, спустя 83 года после предыдущей победы. Следующий сезон и шестой титул чемпионов. В период 2010-2017 годов клуб немного утрачивает лидирующие позиции, доминирует другой профессииональный клуб «Хайдельберг». В 2019 году клуб снова становится чемпионом спустя 10 лет, обыграв в финале «Хандшусхайм» 22-12.
В сезоне 2020 года клуб стал участником только что созданной Континентальной клубной регбийной лиги

## Олимпийские игры
На Летних Олимпийских играх 1900 года сборная Германии была фактически клубом «Франкфурт 1880». Немцы выиграли серебряные медали в регбийном турнире.

## Достижения
- Бундеслига:
  - Победитель(7): 1910, 1913, 1922, 1925, 2008, 2009, 2019
- Кубок Германии:
  - Победитель (3): 2007, 2009, 2010
- Кубок Северного моря (Регбийный кубок Бельгии, Германии, Нидерландов):
  - Победитель (1): 2012

## Известные игроки
- Рэйнор Паркинсон
- Билл Гадоло